# 스티브 아이저먼
스티븐 그레고리 "스티브" 아이저먼(영어: Stephen Gregory "Steve" Yzerman, 1965년 5월 9일 ~ )은 캐나다의 은퇴한 아이스하키 선수로 현역 시절 포지션은 센터이다. 현재 내셔널 하키 리그(NHL)의 팀인 탬파베이 라이트닝의 단장으로 일하고 있다.